# Hubert-Blamauer-Park

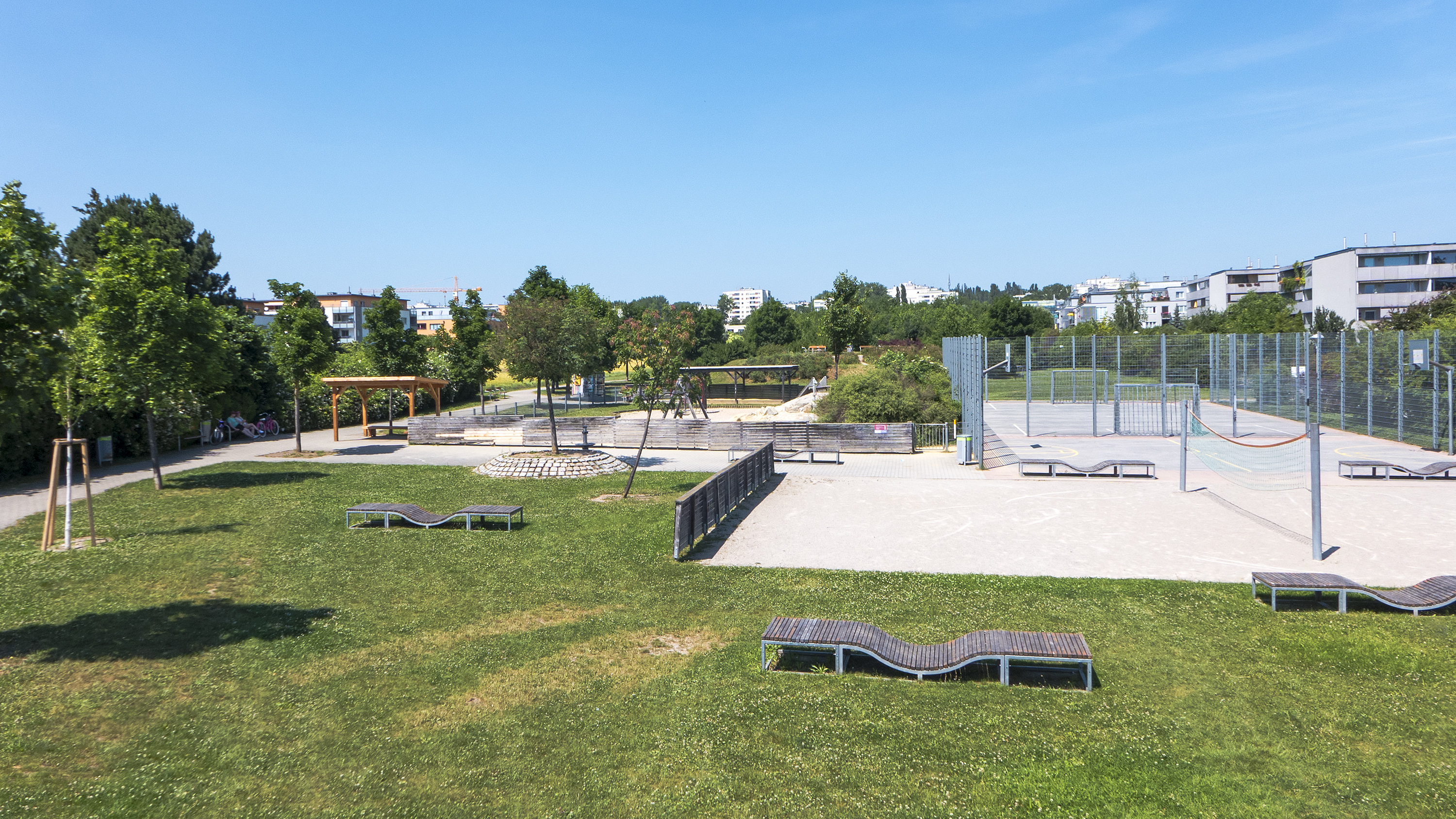
Hubert-Blamauer-Park (2015)

Der Hubert-Blamauer-Park ist ein Wiener Park im 10. Bezirk, Favoriten.

## Beschreibung

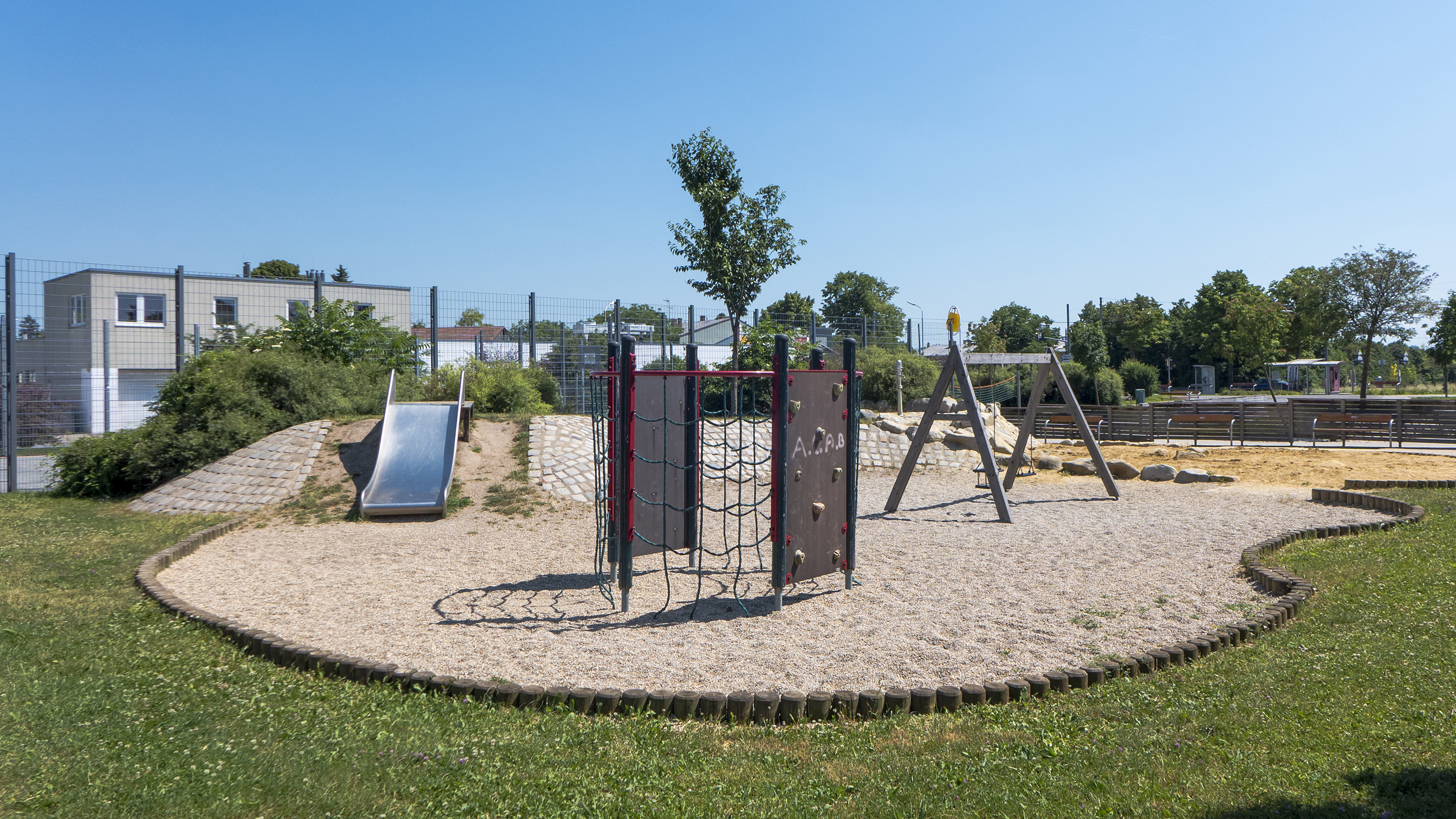
Hubert-Blamauer-Park (2015)

Der Hubert-Blamauer-Park ist ein ca. 7000 m² großer Park im Bezirksteil Oberlaa. Neben Wiesenflächen und einem jungen Baumbestand verfügt der Park über einen Kleinkinder-, Kinder- und Jugendspielplatz, Fußballplatz, Beachvolleyballplatz, Tischtennistische, Sandspielplatz, Basketballplatz, WLAN, Sitzmöglichkeiten und einen Trinkbrunnen.

## Geschichte
Der Park wurde 2005 unter dem Namen Grundäckerpark neu errichtet und am 21. Februar 2006 im Gemeinderatsausschuss für Kultur und Wissenschaft der Stadt Wien nach dem Lehrer und Bezirkspolitiker Hubert Blamauer (1950–2002) benannt.